# Bezirksliga
La Bezirksoberliga, Bezirksliga ou Bezirksklasse (en français : Haute-Ligue de district, Ligue de district ou Classe de district) est, dans la plupart des organisations sportives germaniques (Allemagne, Autriche, notamment) la désignation de certains championnats de niveau régional.